# Espace Léopold
Espace Léopold (niz. Leopoldruimte) je kompleks parlamentarnih zgrada u Bruxellesu (Belgija) u kojima se nalazi Europski parlament, zakonodavno tijelo Europske unije.
Kompleks čini palača Paul-Henri Spaak (u kojoj se nalazi glavna polukružna dvorana za rasprave), palača Altiero Spinelli, dvije nove zgrade poznate kao zgrade Willy Brandt i József Antall i novoobnovljene zgrade koje su nekada bile dijelom željezničke stanice Bruxelles-Luksemburg. Između zgrade Spinelli i zgrade Brant-Antall, povezanih kružnim mostom Konrad Adenauer, proteže se esplanada Europskog parlamenta (ili "Mall").
Briselski kompleks nije službeno sjedište Parlamenta, to je palača Louise Weiss u Strasbourgu u Francuskoj, ali kako je većina ostalih institucija Europske unije smještena u Bruxellesu, Parlament je dao izgraditi briselski kompleks kako bi bio bliži aktivnostima drugih tijela. Većina rada Parlamenta danas se odvija u prostorima briselskog sjedišta, ali još je uvijek na snazi zakonska obaveza da je palača u Strasbourgu službeno sjedište u kojem se mora održati bar dvanaest plenarnih sjednica godišnje.

## Povijest
Čelnici zemalja članica nisu se uspjeli dogovoriti o jedinstvenom sjedištu, stoga je Parlament dao izgraditi potpunu infrastrukturu za svoj rad i u Bruxellesu gdje se nalazi većina institucija i u Strasbourgu gdje se nalazi službeno sjedište Parlamenta. U Bruxellesu je izgrađen međunarodni kongresni centar (neslužbeno zamišljen kao Parlament) udruženim financijskim sredstvima poduzeća Generale Maatschappij/Société Générale i BACOB koje su projektirale izgradnju 1987. godine. Projekt je izgrađen na prostoru stare pivovare i ranžirnog dvorišta, te djelova željezničke stanice na čijem je mjestu formirano pješačko područje.  Izgradnja je započela prije 1988. godine građevinskim radovima na središnjem djelu koji sadrži glavnu dvoranu, na sjevernom krilu 1989., te se nastavila na južnom krilu 1992.
U kompleksu se sastaju odbori za politiku, međuparlamentarna izaslanstva i političke skupine, te je zbog toga tamo smješteno i tajništvo odbora (DG IPOL i DG EXPO) te političke skupine. Izgradnja palače Spinelli započela je 1991. godine, a završena je 1997., dok je zadnja faza proširenja (Antall i Brandt), prema Luksemburškom trgu duž ulice Trierstraat, završena tijekom 2008. godine.
Nakon završetka palače Antall i Brandt, kompleks sada pruža dovoljno prostora za rad Parlamenta za najmanje sljedećih deset do petnaest godina bez predviđenih većih novih građevinskih zahvata. Tri četvrtine parlamentarnih aktivnosti sada se odvija u Espace Léopoldu, umjesto u Strasbourgu.
Godine 2008. bila su gotova posljednja proširenja kompleksa uz trg Trierstraat i trg Luxembourg. Posljednje izgrađene zgrade izvorno su nazvane D4 i D5 i odmah su krenuli prijepori po kojoj ličnosti ih nazvati. Smrću pape Ivana Pavla II., poljski zastupnici u Europskoj uniji pokušali su progurati prijedlog da se nove zgrade nazovu po njemu, ali su se tome usprotivili mnogi zastupnici ističući svjetovnost europskih vlasti i zbog činjenice što on nije dao nikakav doprinos Parlamentu. Zastupnici su iznijeli mnoštvo prijedloga, od toga da se kompleks nazove po Václavu Havelu, Nelsonu Mandeli, Olofi Palmei, Margaret Thatcher i Janu Palachu, pa sve do satiričnog prijedloga da se dvije zgrade imenuju "neboderi Kaczyński" po poljskoj braći Lechu i Jarosławu Kaczyńskom, prvom pokojnom bivšem predsjedniku i potonjem, bivšem premijeru (2006. – 2007.) koji je uvijek bio u konfliktnom odnosu s Bruxellesom. U siječnju 2008. ured je donio konačnu odluku da nove zgrade dobiju ime po Willyju Brandtu, njemačkom kancelaru od 1969. do 1974., i Józsefu Antallu, prvom izabranom mađarskom premijeru od 1990. do 1993. godine. Most koji je povezivao nove zgrade s izvornom konstrukcijom nazvan je mostom Konrad Adenauer, po njemačkom kancelaru od 1949. do 1963. godine. Sala za novinare Parlamenta dobila je ime po ubijenoj ruskoj novinarki Ani Politkovskoj.
U rujnu 2008. Parlament je održao prvo plenarno zasjedanje u Bruxellesu kao privremeno rješenje (plenarna zasjedanja Parlamenta se po poslovniku uvijek održavaju u Strasbourgu), nakon što su se dijelovi stropa dvorane parlamenta u Strasbourgu urušili za vrijeme godišnjeg odmora zastupnika.
Dana 14. siječnja 2009. godine, Europski parlament odlučio je nazvati pojedine prostore unutar zgrade parlamenta po imenima dvojice uglednih i preminulih članova Europskog parlamenta. Tako je čitaonica unutar knjižnice zgrade nazvana je Salle Francisco Lucas Pires, a zbornica Odbora za mirenje Salle Renzo Imbeni.

## Ostale i bivše zgrade
Kompleks čini palača Paul-Henri Spaak (u kojoj se nalazi glavna polukružna dvorana Parlamenta), palača Altiero Spinelli, dvije nove zgrade poznate kao palače Willy Brandt i József Antall i novoobnovljena zgrada, bivši ulaz u željezničku stanicu Bruxelles-Luksemburg. Palača Spinelli i zgrade Brant-Antall povezane su kružnim mostom Konrad Adenauer, a između njihje smještena esplanada Europskog parlamenta (ili "Mall").
Michel Boucquillon dizajnirao je zgradu ovalnog oblika što simbolizira jedinstvo. Stakleno pročelje odražava osnovne ideale političke transparentnosti, demokracije i blizine građanima. Parlamentarci obično ulaze kroz središnji ulaz, dok gledatelji, uključujući inovinare, ulaze bočno. Glavna dvorana osmišljena je kao golem radni prostor. Cilj je bio pružiti trijezno, ugodno okruženje i ljudske razmjere koje potiču razmjenu ideja i dijalog. Fokus je na glavnom prostoru za 627 parlamentaraca dok su 532 mjesta u galeriji vizualno zaklonjena staklom kroz kojeg posjetitelji galerije mogu vidjeti dvoranu, ali parlamentarci ne mogu vidjeti posjetitelje u galeriji. Atrij omogućava prodor velike količine svjetlosti koja simbolizira "istinu" koja teče do glavne dvorane, stoga je bilo bitno osmisliti zid i izabrati materijal koji je omogućio da svjetlost lako prodire. Materijal je morao propuštati svjetlost, ali ipak jasno odvajati prostore. Izabrana je mreža od nehrđajućeg čelika koja je dobro ispunila ovu ulogu. Ovaj materijal nikada prije nije korišten u arhitektonske svrhe.
U palači Paul-Henri Spaak (PHS), nazvanoj po bivšem predsjedniku Paulu-Henriju Spaaku, nalazi se polukružna glavna dvorana za plenarne sjednice u tom gradu, kao i dvorana za tisak i ured predsjednika i više osoblje Parlamenta. Zgrada se ističe u odnosu na druge zgrade u parku Léopold kojeg okružuje drveće u cijelom opsegu. Sa svojom upečatljivom staklenom kupolom u obliku cilindra, poput Kristalne palače u Hyde parku u Londonu ili sjevernog ulaza u obližnji Parc du Cinquantenaire, zgrada je lokalnom stanovništvu poznata kao "Caprice des Dieux" (hir bogova), što je ujedno i naziv jedne vrste sira istog oblika. Na 12. katu unutar kupole nalazi se predsjednička blagovaonica, koja se koristi za posebne prigode ili domjenke s novinarima. Jedno od staklenih pročelja unutar kupole prekriveno je keramičkim zidom površine 150 četvornih metara nazvanim Miti del Mediterraneo autora Aligija Sassua iz 1992./1993., koji prikazuje otmicu Europe i druge elemente iz grčke mitologije.
Zapadno od palače Paul-Henri Spaak nalazi se palača Altiero Spinelli, s kojom je povezana dvokatnim pješačkim mostom. U palači Altiera Spinellija (ASP, nekada D3), nazvanoj po parlamentarcu Altieru Spinelliju, uglavnom se nalaze uredi zastupnika Europskog parlamenta i političkih skupina. U njemu se također nalaze trgovine, kafeterija i bar rezerviran za zastupnike. To je ujedno i najveća zgrada u kompleksu s 372.000 m² prostora i čini je pet nebodera, svaki od 17 katova.
Zgrade zapadno od palače Spinelli povezane su kružnim mostom Konrad Adenauer (preko puta esplanade) sa zgradom Willy Brandt (WIB, nekada D4), zgradom József Antall (JAN, nekada D5) i starom zgradom željezničke postaje (BQL). Zgrada Willy Brandt počela se popunjavati osobljem u srpnju 2007., a prvi su se smjestili Generalni direktorat za vanjske politike i parlamentarna skupina Europskih konzervativaca i reformista. Novi kompleks ima 375 ureda u zgradi Brandt i 5 konferencijskih dvorana (s 25 prevoditeljskih kabina) u zgradi Antall uz nove dvorane za novinare. Prvi sastanak u zgradi Antall održan je 7. listopada 2008.
Prizemlje (na strani Rue de Trierstraat) zgrade Antall uključuje i ulaz u stanicu Bruxelles-Luxembourg. Stara zgrada stanice Bruxelles-Luksemburg (koja se prvotno zvala četvrt Leopold) pretvorena je u javni ured za informiranje i mjesto za ad hoc izložbe. Prva takva izložba o povijesti zgrada u Europskoj četvrti u Bruxellesu održana je u ljeto 2007.
Sjeverno od palačee Spinelli nalaze se zgrade Atrium i Remard. U zgradama Atrija I i II (ATR) smješteni su DG IPOL i tajništva nekih političkih skupina. Zgrada Atrija 1 dovršena je 2000. godine, a Atrija 2 2004. godine. Zgrada Remard unajmljena je od ožujka 2004. na razdoblje od 9 godina, s mogućnošću otkaza nakon 6 godina uz godišnju najamninu od 1.387.205 eura.

## Glavna dvorana
Članovi Europskog parlamenta raspoređeni su u glavnoj dvorani u polukrug u njihovim parlamentarnim skupinama s lijeva nadesno ovisno o percipiranom pozicioniranju u političkom spektru. Međutim, nezavisni članovi sjede na krajnjoj desnoj strani prema vanjskom prstenu bez prednjeg sjedala. Svi su stolovi opremljeni mikrofonima, slušalicama za slušanje prijevoda i opremom za elektroničko glasovanje. Vođe parlamentarnih grupa sjede u prednjim sjedalima bliže središtu, a u samom središtu je podij za gostujuće govornike. Preostala polovica kružne komore prvenstveno se sastoji od uzdignutog prostora na kojem sjede predsjednik i prateće osoblje. Iza njih je zastava EU-a pričvršćena na zid s nacionalnim zastavama država članica iznad nje.
Kabine za prevoditelje smještene su iza njih i uz bočne strane dvorane, dok su galerije za javnost i novinare smještene straga. Sjedišta koja se nalaze bočno od povišenog područja i zastupnika u Europskom parlamentu rezervirana su za Vijeće (krajnje lijevo) i Komisiju krajnje desno. Dvorana je u potpunosti obložena drvom, za razliku od glavne dvorane u Strasbourgu i temeljito je obnovljena 2003. godine kako bi se dobilo više sjedala i kabina za prevoditelje prilikom proširenja EU-a 2004. godine.

## Posjetitelji
Parlament, njegovi odbori i plenarni sastanci otvoreni su za javnost. Javnosti su dostupni i besplatni vodiči na raznim jezicima, ali samo kada nije u tijeku plenarni sastanak. Zgrade, u kojima se nalazi nekoliko trgovina i banaka, uglavnom su otvorene za javnost i dnevno prime 15.000 ljudi. U staroj je zgradi željezničke stanice smješten belgijski ured za javno informiranje o Europskom parlamentu i "infodoc", specijalizirani književni izvor o parlamentu za akademike i novinare. Općenitiji javni informativni materijal dostupan je na "infopointu" u esplanadi palače Spinelli.
U prizemlju zgrade Brandt nalazi se centar za posjetitelje, koji se prvotno planirao otvoriti na vrijeme za europske izbore 2009. godine, ali je odgođen za godinu dana. Sa svojih 6.000 četvornih metara bit će to drugo po veličini parlamentarno središte za posjetitelje na svijetu, po uzoru na švedski i i danski parlament, s vrhunskim interaktivnim medijskim sadržajem koji posjetiteljima omogućuje simuliranje rada europarlamentarca u simuliranoj dvorani Parlamenta - raspravljanje i donošenje zakona.
Izvorni centar za posjetitelje otvoren je devedesetih godina i postao je premalen za tako velik broj posjetitelja. Novi centar uključuje kafeteriju, trgovinu, prostor za djecu i "infopodručje" koji nudi baze podataka s detaljnim informacijama. Tu je i stalni postav o Parlamentu i Europi. Ulaz će biti besplatan, a posjetitelji neće morati dobivati propusnice niti prolaziti temeljite sigurnosne provjere kao što to moraju učiniti u ostalim djelovima kompleksa.
Europski parlament je dobavio oko 363 umjetničke slike i skulpture za svoja tri sustava i kolekciju predstavlja kao paneuropsku kulturnu zbirku od 1979. Zastupnica Europskog parlamenta Lidia Geringer de Oedenberg zadužena za financijska sredstva za umjetnost, planira osigurati javnosti lakši pristup otvaranjem "tunela umjetnosti" između Espacea Léopolda i zgrade Delors. U zgradi Eastman u blizini parlamenta u parku Leopold bit će osnovan i muzej Europe.
Kip postavljen ispred palače Paul-Henri Spaak postao je popularan među turistima. Brončani kip, jednostavno nazvan "Europa", izradio je May Claerhout i predstavlja Europu koju nosi mnoštvo ljudi, a istovremeno je i dio nje. Figura nosi "E" ili grčki " ϵ ", što je simbol eura i znak europskog jedinstva. Kip je poklon belgijskog predsjedništva EU samom Parlamentu i postavljen je 20. prosinca 1993.

## Ostale i bivše zgrade
Ostale iznajmljene i manje zgrade izvan glavnog kompleksa, ali koje Parlament koristi, uključuju brojne zgrade na ulici Montoyer, zgradu Eastman u parku Leopold (trenutno se proširuje za smještaj Kuće europske povijesti), zgradu "Wiertz" i zgradu Wayenberg istočnije od parka koja se koristi kao namjenski smještaj za osoblje Europskog parlamenta i europarlamentarce.
Cijeli Europski parlament u Bruxellesu nekad je bio smješten u zgradi Belliard, koja se danas naziva zgrada Delors (prema bivšem predsjedniku Jacquesu Delorsu). U ovoj zgradi i zgradama Bertha von Suttner (ATR) (prema pacifističkoj aktivistici Berthe von Suttner) koja je dio Espacea Léopolda danas se nalaze Ekonomski i socijalni odbor i Odbor regija.